# Działdowo
Działdowo (en allemand Soldau) est une ville du sud-ouest de la voïvodie de Varmie-Mazurie en Pologne.

## Histoire
De 1752 à 1945, Soldau fait partie de l'arrondissement de Neidenburg (de) dans la province de Prusse-Orientale.
Au cours de l'été 1941, le Camp de concentration de Soldau est construit par les nazis et devient un camp de travail forcé. Sur 30 000 déportés, 13 000 y ont trouvé la mort, principalement des Polonais, des juifs ainsi que des prisonniers de guerre soviétiques.
L'Armée rouge fait son entrée à Soldau le 20 janvier 1945. La ville est renommée Działdowo, lorsque selon la volonté de Staline, elle est incorporée à la Pologne.

## Personnalité liée à la ville
- Georg Ferdinand von Bentheim (1807-1884) général d'infanterie prussien.

## Tourisme
- Château de Soldau (de), château des chevaliers teutoniques

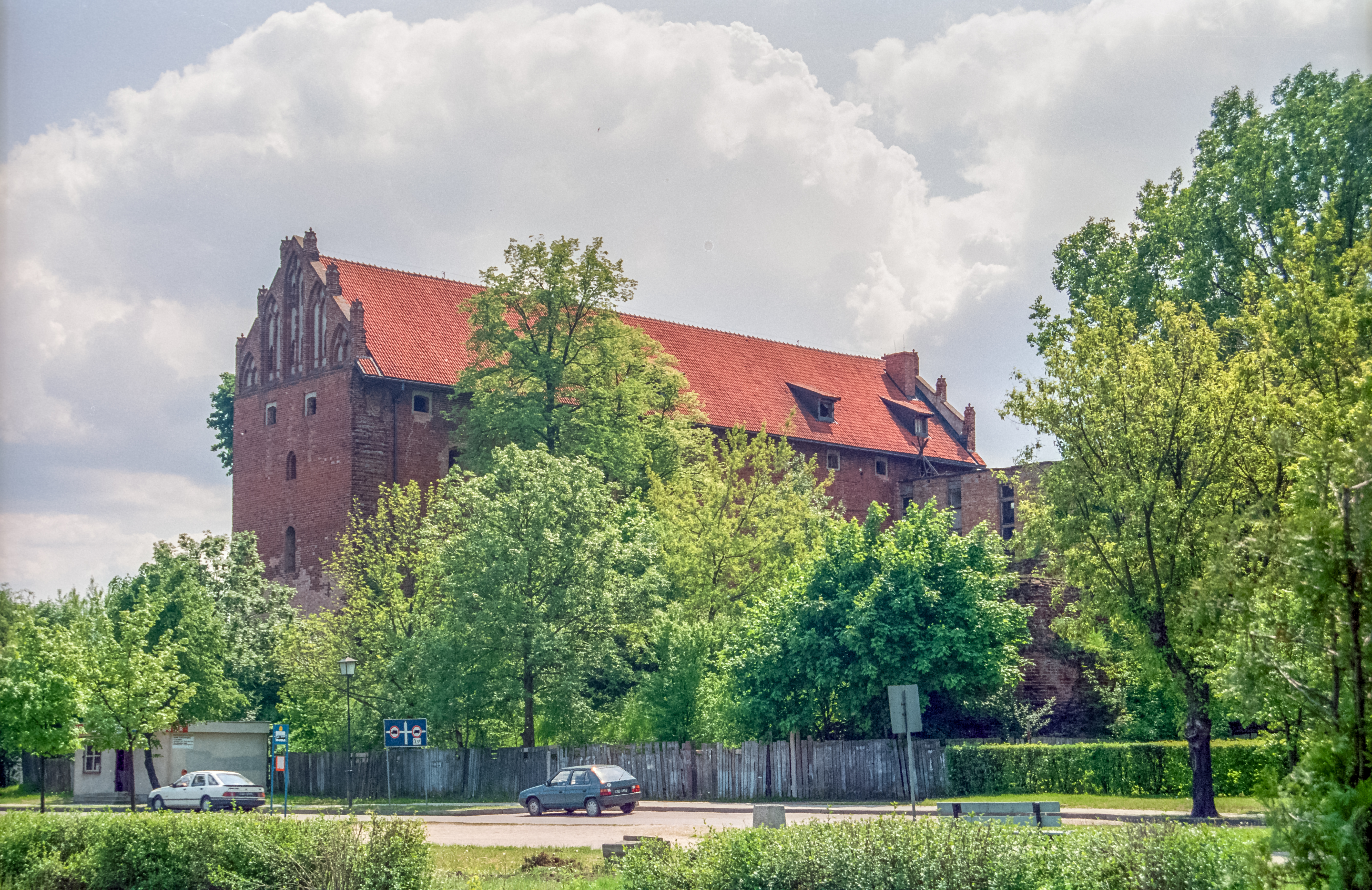
Vue du château des chevaliers teutoniques